# Oberrohrdorf
Oberrohrdorf es una comuna suiza del cantón de Argovia, situada en el distrito de Baden. Limita al noreste con la comuna de Neuenhof, al este con Killwangen, al sur con Remetschwil, al oeste con Niederrohrdorf, y al noroeste con Fislisbach.